# Großsteingrab Store Rørbæk By 2
Das Großsteingrab Store Rørbæk By 2 ist eine megalithische Grabanlage der jungsteinzeitlichen Nordgruppe der Trichterbecherkultur im Kirchspiel Snostrup in der dänischen Kommune Frederikssund.

## Lage
Das Grab liegt südlich von Store Rørbæk auf einem Feld, kurz vor der Gemeindegrenze von Frederikssund Kommune und Egedal Kommune. In der näheren Umgebung gibt bzw. gab es zahlreiche weitere megalithische Grabanlagen.

## Forschungsgeschichte
In den Jahren 1875 und 1942 führten Mitarbeiter des Dänischen Nationalmuseums Dokumentationen der Fundstelle durch. Eine weitere Dokumentation erfolgte 1982 durch Mitarbeiter der Forst- und Naturbehörde.

## Beschreibung
Die Anlage besitzt eine ost-westlich orientierte rechteckige Hügelschüttung mit einer Länge von 15 m, einer Breite von 9 m und einer Höhe von 1,5 m. Von der Umfassung sind noch 15 Steine erhalten: zwei im Norden, sieben im Süden, vier im Osten und zwei möglicherweise versetzte Steine im Westen.  1942 wurden noch vier Steine im Norden, sieben im Süden, fünf im Osten und keiner im Westen gezählt.
Am Westende des Hügels befindet sich eine Grabkammer. Erhalten sind nur noch zwei im rechten Winkel zueinander stehende Wandsteine. Ein 1875 erwähnter abgewälzter Deckstein ist mittlerweile verschwunden. Zur Orientierung und den Maßen der Kammer liegen keine Informationen vor. Der Grabtyp kann nur allgemein als Dolmen bestimmt werden.
Am Ostende des Hügel befinden sich ebenfalls zwei Steine. Nach dem Bericht von 1982 dürfte es sich um Umfassungssteine oder Feldsteine handeln. Nach Klaus Ebbesen könnte es sich auch um die Reste einer sekundären Grabkammer handeln.